# 2120 South Michigan Ave.
2120 South Michigan Ave. je studiové album George Thorogooda a jeho skupiny The Destroyers. Album vyšlo 14. června 2011 u Capitol Records. Album produkoval Tom Hambridge.

## Seznam skladeb
| Pořadí         | Název                                                      | Autor                | Délka |
| -------------- | ---------------------------------------------------------- | -------------------- | ----- |
| 1.             | Going Back                                                 | Hambridge, Thorogood | 3:24  |
| 2.             | Hi-Heel Sneakers (featuring Buddy Guy)                     | Higginbotham         | 3:29  |
| 3.             | Seventh Son                                                | Dixon                | 3:07  |
| 4.             | Spoonful                                                   | Dixon                | 4:13  |
| 5.             | Let It Rock                                                | Berry                | 2:55  |
| 6.             | Two Trains Running (Still a Fool)                          | Morganfield          | 5:13  |
| 7.             | Bo Diddley                                                 | McDaniel             | 3:08  |
| 8.             | Mama Talk to Your Daughter                                 | Lenoir, Atkins       | 2:30  |
| 9.             | Help Me                                                    | Dixon, Miller, Bass  | 4:02  |
| 10.            | My Babe (featuring Charlie Musselwhite)                    | Dixon                | 3:20  |
| 11.            | Willie Dixon's Gone                                        | Hambridge, Thorogood | 3:12  |
| 12.            | Chicago Bound                                              | Lane                 | 2:59  |
| 13.            | 2120 South Michigan Avenue (featuring Charlie Musselwhite) | Phelge               | 4:38  |
| Celková délka: | Celková délka:                                             | Celková délka:       | 46:05 |

## Sestava
The Destroyers
- George Thorogood – zpěv, kytara
- Jim Suhler – kytara
- Bill Blough – baskytara
- Buddy Leach – saxofon
- Jeff Simon – bicí

Hosté
- Buddy Guy – kytara
- Tom Hambridge – bicí, perkuse, doprovodný zpěv
- Tommy MacDonald – baskytara
- Kevin McKendree – piáno, varhany
- Charlie Musselwhite – harmonika
- Marla Thorogood – doprovodný zpěv
- Rio Thorogood – doprovodný zpěv